# One More Day
"One More Day" (sv: En dag till) är en låt framförd av den georgiska gruppen Eldrine. Låten kommer att representera Georgien vid Eurovision Song Contest 2011 i Düsseldorf, Tyskland. Låtens text är skriven av Erns Chettjumovi ("DJ Rock") och Micheil Tjelidze, medan Beso Tsichelasjvili (DJ BE$$) komponerat låten.

### Fotnoter
1. ↑  ”Arkiverade kopian”. Arkiverad från originalet den 22 februari 2011. https://web.archive.org/web/20110222134815/http://www.esctoday.com/news/read/16813. Läst 19 februari 2011.
2. ↑  ”Arkiverade kopian”. Arkiverad från originalet den 8 mars 2011. https://web.archive.org/web/20110308023644/http://escdaily.com/articles/13043. Läst 19 februari 2011.
3. ↑  ”Arkiverade kopian”. Arkiverad från originalet den 21 februari 2011. https://web.archive.org/web/20110221191754/http://www.esctoday.com/news/read/16814. Läst 19 februari 2011.